# Chromocyphella galeata
Chromocyphella galeata är en svampart som först beskrevs av Heinrich Christian Friedrich Schumacher, och fick sitt nu gällande namn av W.B. Cooke 1961. Chromocyphella galeata ingår i släktet Chromocyphella och familjen Inocybaceae.   Inga underarter finns listade i Catalogue of Life.